# Tom Clarkson
Pour les articles homonymes, voir Clarkson et Thomas Clarkson.
Pas d'image ? Cliquez ici

a Compétitions nationales et continentales officielles uniquement.

b Matchs officiels uniquement.
Dernière mise à jour le 2 janvier 2025.
Tom Clarkson, né le 22 février 2000 à Dublin (Irlande), est un joueur international irlandais de rugby à XV jouant au poste de pilier droit au Leinster.

## Biographie
Tom Clarkson naît en Irlande à Dublin. Durant sa formation, il joue pour l'équipe de rugby à XV du Blackrock College (en) avec qui il remporte la Leinster Senior Schools Cup en 2018. Il étudie et joue ensuite pour le Trinity College.
En 2019, il remporte le Tournoi des Six Nations des moins de 20 ans avec l'équipe d'Irlande en faisant le Grand Chelem. Il rejoint ensuite le centre de formation du Leinster durant l'été. L'année suivante, il remporte la triple couronne pendant le Tournoi des Six Nations des moins de 20 ans, avant l'arrêt de la compétition à cause de la pandémie de Covid-19,.
Il fait ses débuts professionnels en toute fin de saison 2019-2020 du Pro14 lors d'un match contre l'Ulster remporté 28 à 10.
En novembre 2024, il obtient sa première sélection avec l'Irlande pendant la tournée d'automne. Il entre en jeu à la place de Finlay Bealham dans un match gagné contre l'Argentine. À la fin de la saison 2024-2025, il remporte la finale du United Rugby Championship en battant les Sud-Africains des Bulls sur le score de 32 à 7. Il s'agit du premier titre gagné par le Leinster depuis 2021, après de nombreuses finales perdues.

## Palmarès

### En club
- Leinster
  - Vainqueur du Pro14/United Rugby Championship en 2020, 2021 et 2025.

### En sélection nationale
- Irlande -20
  - Vainqueur du Tournoi des Six Nations des moins de 20 ans en 2019 (Grand Chelem).